# Hammersmith (Hammersmith & City e Circle Lines do Metropolitano de Londres)
Hammersmith é uma estação do Metropolitano de Londres em Hammersmith. É o terminal oeste das linhas Circle e Hammersmith & City. A estação fica na Zona 2 do Travelcard e fica a uma curta caminhada da estação de mesmo nome nas linhas Piccadilly e District. As duas estações são separadas pela Hammersmith Broadway. Eles estão a cerca de 60 m (200 ft) de porta em porta, embora as posições das faixas de pedestres na Broadway pareçam muito mais longas a pé. A linha Circle atende a Hammersmith desde 13 de dezembro de 2009. Em junho de 2011, todas as plataformas foram alongadas para acomodar os novos e mais longos trens S7 Stock, que entraram em serviço pela primeira vez no Hammersmith e City Line desde o início de julho de 2012. Esses novos trens têm sete vagões de comprimento em vez dos seis vagões da C Stock que operavam anteriormente.

## História
A estação atual está situada na Beadon Road e inaugurada em 1 de dezembro de 1868, substituindo a estação original um pouco ao norte daqui, que foi inaugurada em 13 de junho de 1864, quando a extensão da Metropolitan Railway foi construída a partir de Paddington.